# Monument aux morts de Gallargues-le-Montueux
Le monument aux morts de Gallargues-le-Montueux (Gard, France) commémore les soldats de la commune morts lors des conflits du XXe siècle.

## Caractéristiques
Le monument est érigé dans le centre de Gallargues-le-Montueux, sur la place de la Concorde. Il est constitué d'un piédestal carré soutenant un obélisque. Ce dernier comporte un haut-relief en pierre de Lens, représentant une mère et son fils déposant des fleurs sur la tombe d'un soldat.
Sur les côtés de l'obélisque sont gravés les noms des soldats de la commune morts au front : 54 pour la Première Guerre mondiale, 3 pour la Seconde Guerre mondiale,.
Le monument mesure 5 m de hauteur, 3,85 m de largeur, 3,90 m de profondeur.

## Histoire
La décision d'ériger le monument est prise par la commune en mars 1921. Les plans sont dessinés par l'architecte Paul Chabert et le sculpteur Paul Landowski est commissionné pour réaliser la statuaire ; le devis s'élève à 30 000 francs, dont 14 000 pour la statuaire. La construction débute en 1923 et la statue est livrée la même année.
Dès la livraison, un défaut est constaté dans l'œuvre statuaire : la pierre comporte un fil donnant l'impression qu'elle est cassée. La situation s'envenime et en 1924, la commune exige un remboursement et une indemnité de retard. En 1927, une tentative de conciliation est effectuée, conduisant à la venue de Landowski en 1928 : ce dernier considère alors qu'il n'a rien à retoucher à sa statue. Des travaux de sculpture finaux sont réalisés par un sculpteur de Nîmes à la fin 1928 ; Landowski ne reçoit un règlement de 10 000 francs qu'en septembre 1929.
Le monument aux morts est inscrit au titre des monuments historiques le 18 octobre 2018. Il fait partie d'un ensemble de 42 monuments aux morts de la région Occitanie protégés à cette date pour leur valeur architecturale, artistique ou historique.